# Saint-Créac (Hautes-Pyrénées)
Saint-Créac is een gemeente in het Franse departement Hautes-Pyrénées (regio Occitanie) en telt 91 inwoners (2009). De plaats maakt deel uit van het arrondissement Argelès-Gazost.

## Geografie
De oppervlakte van Saint-Créac bedraagt 2,2 km², de bevolkingsdichtheid is dus 41,4 inwoners per km².

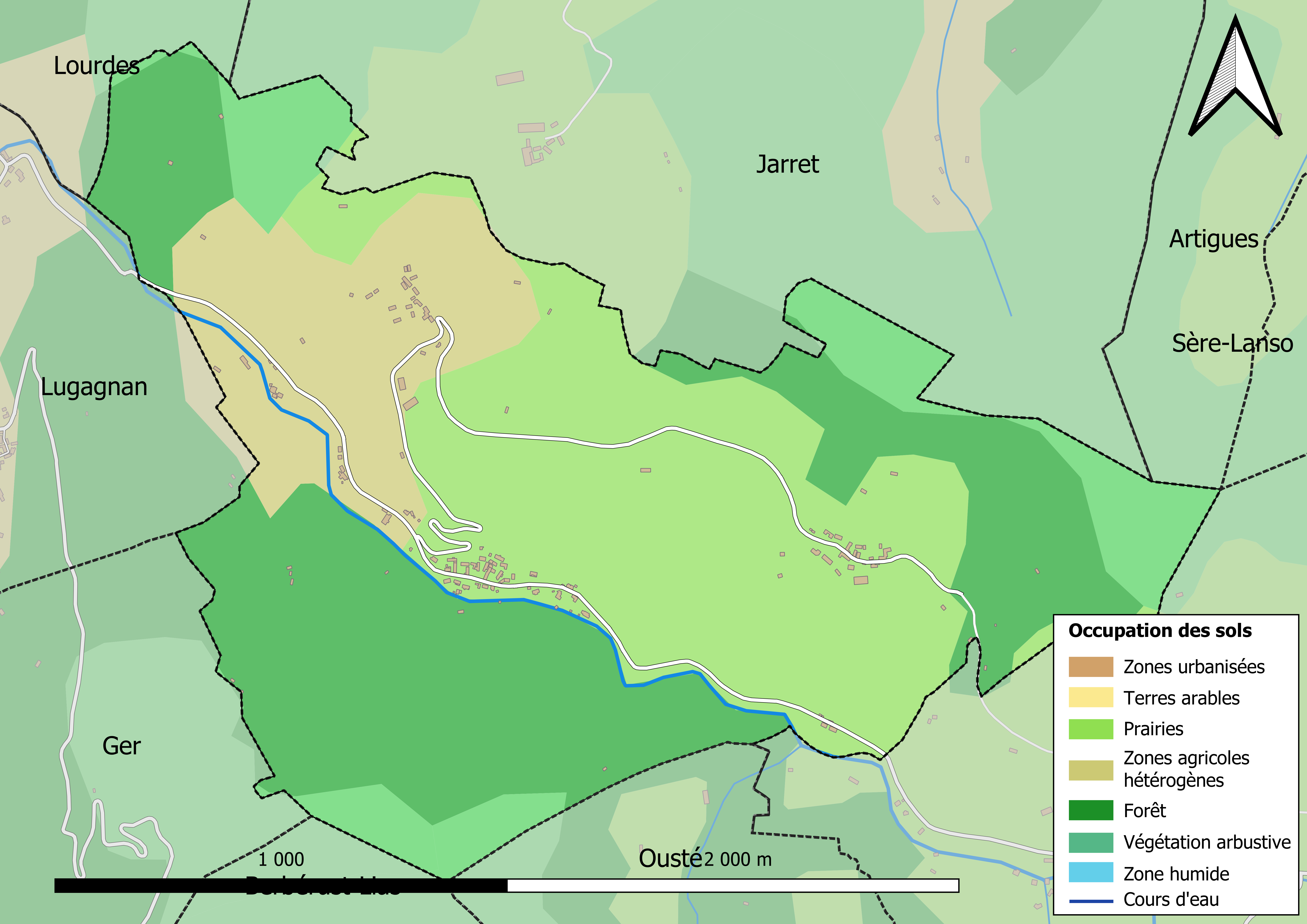
Kaart van de gemeente met belangrijkste infrastructuur, bodemgebruik en omliggende gemeenten

## Demografie
Onderstaande figuur toont het verloop van het inwonertal (bron: INSEE-tellingen).